# 가지더부살이
가지더부살이(학명 : Phacellanthus tubiflorus)는 열당과에 속하는 기생식물의 일종이다. 꽃과 줄기는 흰색 내지 노란색이며, 열매는 삭과로 맺힌다. 고산 지대의 삼림에서 자라는데 대한민국에서는 지리산 노고단 근처와 속리산 천왕봉 부근에서 자란다.

## 참고 문헌
- 이 문서에는 다음커뮤니케이션(현 카카오)에서 GFDL 또는 CC-SA 라이선스로 배포한 글로벌 세계대백과사전의 내용을 기초로 작성된 글이 포함되어 있습니다.